# Gianluca Gorini
Gianluca Gorini, né le 18 octobre 1970 à Gorizia, est un coureur cycliste italien, professionnel de 1993 à 1997. Il participe notamment au Tour de France 1995, au sein de l’équipe cycliste Aki-Gipiemme, en soutien de son leader désigné Zenon Jaskuła.

## Palmarès sur route

### Palmarès amateur
- 1990
  - 3e de Vicence-Bionde
- 1991
  - 3e du Piccola Sanremo
- 1992
  - Piccola Sanremo
  - Trofeo Banca Popolare di Vicenza

### Palmarès professionnel
- 1994
  - 3e du Grand Prix de Fourmies

## Résultats sur les grands tours

### Tour de France
1 participation
- 1995 : 110e

## Palmarès sur piste

### Championnats du monde juniors
- 1987
  -  Médaillé de bronze de la poursuite par équipes juniors